# Marea Weddell

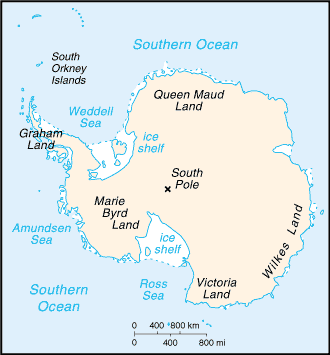
Harta Antarctidei

Marea Weddell este o mare periferică ce aparține de Oceanul Antarctic fiind situată lângă Antarctida. Marea este limitată la est de țărmurile landului Coat, iar la vest de landul Graham. Granița de nord este considerată lanțul munților submarini indo-atlantici. La sud-vest se află insula permant acoperită de gheață Elephant Island iar la sud calota plutitoare de gheață Filchner-Ronne Ice Shelf. Marea Weddell are ca. o suprafață de 2,8 mil. km², o adâncime între 500 - 5000 m. Marea Britanie și Argentina pretind dreptul de proprietate asupra regiunii.
Coordonate: 75° 0′ 0″ S, 45° 0′ 0″ W